# Temporada 2018 de Deutsche Tourenwagen Masters

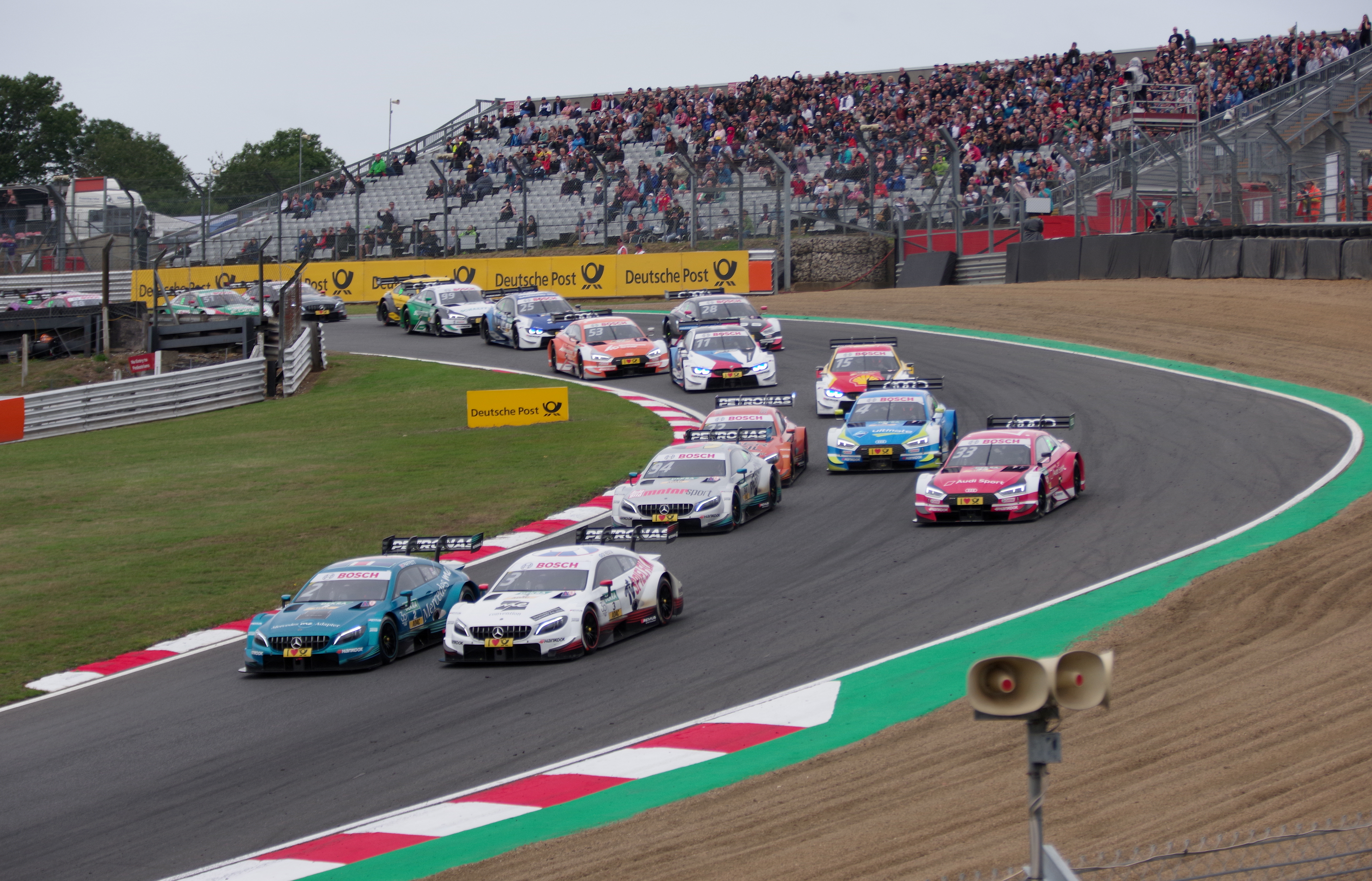
Largada de una de las carreras de Brands Hatch, en agosto.

La temporada 2018 de Deutsche Tourenwagen Masters fue la edición número 19 de dicho campeonato desde su reaparición en el año 2000. Además, esta fue la última temporada con los actuales motores V8 de 4 litros, ya que la categoría cambió a un reglamento unificado con Super GT Japonés.

## Equipos y pilotos
En la temporada 2018 de DTM los participantes fueron los siguientes:
| Fabricante    | Automóvil            | Equipo                                     | N.º | Pilotos           | Rondas |
| ------------- | -------------------- | ------------------------------------------ | --- | ----------------- | ------ |
| Mercedes-Benz | Mercedes-AMG C63 DTM | Mercedes-AMG Motorsport Petronas           | 2   | Gary Paffett      | Todas  |
| Mercedes-Benz | Mercedes-AMG C63 DTM | Mercedes-AMG Motorsport Petronas           | 94  | Pascal Wehrlein   | Todas  |
| Mercedes-Benz | Mercedes-AMG C63 DTM | Mercedes-AMG Motorsport Remus              | 3   | Paul di Resta     | Todas  |
| Mercedes-Benz | Mercedes-AMG C63 DTM | Mercedes-AMG Motorsport Remus              | 17  | Sébastien Ogier   | 9      |
| Mercedes-Benz | Mercedes-AMG C63 DTM | Mercedes-AMG Motorsport Remus              | 23  | Daniel Juncadella | Todas  |
| Mercedes-Benz | Mercedes-AMG C63 DTM | Silberpfeil Energy Mercedes-AMG Motorsport | 22  | Lucas Auer        | Todas  |
| Mercedes-Benz | Mercedes-AMG C63 DTM | Silberpfeil Energy Mercedes-AMG Motorsport | 48  | Edoardo Mortara   | Todas  |
| Audi          | Audi RS5 DTM         | Audi Sport Team Abt Sportsline             | 4   | Robin Frijns      | Todas  |
| Audi          | Audi RS5 DTM         | Audi Sport Team Abt Sportsline             | 5   | Mattias Ekström   | 1      |
| Audi          | Audi RS5 DTM         | Audi Sport Team Abt Sportsline             | 51  | Nico Müller       | Todas  |
| Audi          | Audi RS5 DTM         | Audi Sport Team Rosberg                    | 33  | René Rast         | Todas  |
| Audi          | Audi RS5 DTM         | Audi Sport Team Rosberg                    | 53  | Jamie Green       | Todas  |
| Audi          | Audi RS5 DTM         | Audi Sport Team Phoenix                    | 28  | Loïc Duval        | Todas  |
| Audi          | Audi RS5 DTM         | Audi Sport Team Phoenix                    | 99  | Mike Rockenfeller | Todas  |
| BMW           | BMW M4 DTM           | BMW Team RBM                               | 7   | Bruno Spengler    | Todas  |
| BMW           | BMW M4 DTM           | BMW Team RBM                               | 47  | Joel Eriksson     | Todas  |
| BMW           | BMW M4 DTM           | BMW Team RMR                               | 12  | Alex Zanardi      | 7      |
| BMW           | BMW M4 DTM           | BMW Team RMR                               | 25  | Philipp Eng       | Todas  |
| BMW           | BMW M4 DTM           | BMW Team RMR                               | 16  | Timo Glock        | Todas  |
| BMW           | BMW M4 DTM           | BMW Team RMG                               | 11  | Marco Wittmann    | Todas  |
| BMW           | BMW M4 DTM           | BMW Team RMG                               | 15  | Augusto Farfus    | Todas  |

| Leyenda         |
| --------------- |
| Piloto invitado |

## Calendario
El calendario consistió en las siguientes 10 rondas:
| Ronda |    | Circuito                                                | Fecha            |
| ----- | -- | ------------------------------------------------------- | ---------------- |
| 1     | C1 | Hockenheimring, Hockenheim                              | 5 de mayo        |
| 1     | C2 | Hockenheimring, Hockenheim                              | 6 de mayo        |
| 2     | C1 | EuroSpeedway Lausitz, Klettwitz                         | 19 de mayo       |
| 2     | C2 | EuroSpeedway Lausitz, Klettwitz                         | 20 de mayo       |
| 3     | C1 | Hungaroring, Mogyoród                                   | 2 de junio       |
| 3     | C2 | Hungaroring, Mogyoród                                   | 3 de junio       |
| 4     | C1 | Norisring, Nuremberg                                    | 23 de junio      |
| 4     | C2 | Norisring, Nuremberg                                    | 24 de junio      |
| 5     | C1 | Circuito de Zandvoort, Zandvoort                        | 14 de julio      |
| 5     | C2 | Circuito de Zandvoort, Zandvoort                        | 15 de julio      |
| 6     | C1 | Brands Hatch, Kent                                      | 11 de agosto     |
| 6     | C2 | Brands Hatch, Kent                                      | 12 de agosto     |
| 7     | C1 | Misano World Circuit Marco Simoncelli, Misano Adriatico | 25 de agosto     |
| 7     | C2 | Misano World Circuit Marco Simoncelli, Misano Adriatico | 26 de agosto     |
| 8     | C1 | Nürburgring, Nürburg                                    | 8 de septiembre  |
| 8     | C2 | Nürburgring, Nürburg                                    | 9 de septiembre  |
| 9     | C1 | Red Bull Ring, Spielberg                                | 22 de septiembre |
| 9     | C2 | Red Bull Ring, Spielberg                                | 23 de septiembre |
| 10    | C1 | Hockenheimring, Hockenheim                              | 13 de octubre    |
| 10    | C2 | Hockenheimring, Hockenheim                              | 14 de octubre    |

## Resultados

### Sistema de puntos
| Posición | 1º | 2º | 3º | 4º | 5º | 6º | 7º | 8º | 9º | 10º |
| Puntos   | 25 | 18 | 15 | 12 | 10 | 8  | 6  | 4  | 2  | 1   |

Además, a partir de 2017, los tres primeros clasificados en la clasificación también recibirán puntos.
| Posición clasificatoria | 1º | 2º | 3º |
| Puntos                  | 3  | 2  | 1  |

### Campeonato de Pilotos
| Pos.                               | Piloto            | HOC | HOC | LAU | LAU | HUN | HUN  | NOR | NOR | ZAN | ZAN | BRH | BRH | MIS  | MIS | NÜR | NÜR | RBR  | RBR | HOC  | HOC | Puntos |
| ---------------------------------- | ----------------- | --- | --- | --- | --- | --- | ---- | --- | --- | --- | --- | --- | --- | ---- | --- | --- | --- | ---- | --- | ---- | --- | ------ |
| 1                                  | Gary Paffett      | 1   | 3   | 9   | 13  | 6   | 15   | 2   | 132 | 1   | 21  | 6   | 21  | Ret  | 14  | 32  | 52  | 10   | 31  | 42   | 3   | 255    |
| 2                                  | René Rast         | 9   | 72  | Ret | DNS | 4   | 10   | 16  | 14  | 17  | 13  | 43  | 3   | Ret3 | 3   | 1   | 1   | 1    | 1   | 1    | 12  | 251    |
| 3                                  | Paul di Resta     | 7   | 9   | 6   | 4   | 1   | 53   | 4   | 6   | 23  | 3   | 16  | 12  | 1    | 6   | 18  | 2   | 4    | 43  | 8    | 14  | 233    |
| 4                                  | Marco Wittmann    | 112 | 11  | 7   | 2   | 16  | 1    | 3   | 1   | 7   | 17  | 9   | 5   | 9    | 13  | 5   | 3   | 7    | 14  | Ret  | 21  | 164    |
| 5                                  | Timo Glock        | 3   | 1   | 2   | 5   | 14  | 2    | 10  | 10  | 6   | 10  | 13  | 11  | 7    | 15  | 4   | 16  | Ret2 | 7   | 3    | 10  | 144    |
| 6                                  | Edoardo Mortara   | 4   | Ret | 1   | 11  | 5   | DSQ  | 1   | 2   | 13  | 8   | 8   | 17  | 32   | 2   | 13  | 11  | 16   | 10  | 10   | 13  | 140    |
| 7                                  | Lucas Auer        | 2   | 15  | 41  | 14  | 23  | DSQ1 | 7   | 53  | 3   | 9   | 32  | 8   | Ret  | Ret | 11  | 18† | 6    | Ret | Ret1 | 16  | 121    |
| 8                                  | Pascal Wehrlein   | 5   | 6   | 8   | 32  | 13  | 122  | 13  | 9   | 42  | 6   | 7   | 43  | 6    | 12  | 7   | 9   | 13   | 6   | 11   | 18  | 108    |
| 9                                  | Philipp Eng       | 16  | 14  | 32  | 71  | 18  | 3    | 52  | 11  | 14  | 42  | 5   | 7   | 8    | 16  | 16  | 83  | 8    | 9   | 12   | 8   | 102    |
| 10                                 | Nico Müller       | 13  | 13  | Ret | 17  | 32  | 14   | 18  | 7   | Ret | 7   | 15  | 10  | 5    | 10  | 10  | 14  | 3    | 2   | 7    | 4   | 96     |
| 11                                 | Mike Rockenfeller | 14  | 2   | 11  | 8   | 11  | 4    | 15  | 16  | 15  | 16  | 10  | 6   | 10   | 9   | 6   | 13  | 23   | 8   | 6    | 11  | 87     |
| 12                                 | Bruno Spengler    | 6   | 8   | 53  | 15  | 12  | DSQ  | 6   | 4   | 12  | 13  | 17  | 14  | Ret  | 11  | 23  | 4   | Ret  | 15  | 9    | 6   | 85     |
| 13                                 | Robin Frijns      | 18  | 12  | 13  | 10  | 7   | 8    | 12  | 8   | 5   | Ret | 12  | 12  | 2    | 4   | 17  | 10  | 11   | 13  | 2    | 5   | 84     |
| 14                                 | Joel Eriksson     | 12  | 43  | 12  | 9   | 17  | 6    | 9   | 12  | 9   | 11  | 14  | 13  | 12   | 1   | 12  | 6   | 15   | 5   | 15   | 9   | 72     |
| 15                                 | Daniel Juncadella | 8   | 18  | 14  | 12  | 10  | 11   | 8   | 31  | 16  | 12  | 1   | 9   | 14†  | 173 | 15  | 17† | 141  | 11  | 14   | 15  | 61     |
| 16                                 | Augusto Farfus    | 15  | 10  | 10  | 16  | 15  | 7    | 14  | 17  | 8   | 5   | 2   | Ret | 11   | Ret | 9   | 7   | 9    | Ret | Ret  | 7   | 56     |
| 17                                 | Loïc Duval        | 10  | 5   | Ret | 13  | 8   | 9    | 17  | 18  | 11  | 15  | Ret | 16  | 4    | 71  | 8   | 12  | Ret  | 16  | 5    | 12  | 54     |
| 18                                 | Jamie Green       | 19  | 17  | Ret | 6   | 9   | 13   | 11  | 15  | 10  | 14  | 11  | 15  | Ret  | 8   | 14  | 15  | 5    | 12  | 13   | 17  | 27     |
| Pilotos que no pueden sumar puntos |                   |     |     |     |     |     |      |     |     |     |     |     |     |      |     |     |     |      |     |      |     |        |
|                                    | Alex Zanardi      |     |     |     |     |     |      |     |     |     |     |     |     | 13   | 5   |     |     |      |     |      |     |        |
|                                    | Sébastien Ogier   |     |     |     |     |     |      |     |     |     |     |     |     |      |     |     |     | 12   | 17  |      |     |        |
|                                    | Mattias Ekström   | 17  | 16  |     |     |     |      |     |     |     |     |     |     |      |     |     |     |      |     |      |     |        |
| Pos.                               | Piloto            | HOC | HOC | LAU | LAU | HUN | HUN  | NOR | NOR | ZAN | ZAN | BRH | BRH | MIS  | MIS | NÜR | NÜR | RBR  | RBR | HOC  | HOC | Puntos |

| Color     | Resultado                                                               |
| --------- | ----------------------------------------------------------------------- |
| Oro       | Ganador                                                                 |
| Plata     | 2.ª plaza                                                               |
| Bronce    | 3.ª plaza                                                               |
| Verde     | Finalizó en los puntos                                                  |
| Azul      | Finalizó sin puntos                                                     |
| Azul      | NC - No clasificado                                                     |
| Violeta   | Ret - No terminó (Carrera)                                              |
| Rojo      | DNQ - No se clasificó                                                   |
| Negro     | DSQ - Descalificado                                                     |
| Blanco    | DNS - No empezó (carrera)                                               |
| Blanco    | WD - Retirado (fin de semana)                                           |
| Blanco    | C - Carrera cancelada                                                   |
| Sin color | DNP - Inscrito pero no participó                                        |
| Sin color | INJ - Lesionado                                                         |
| Sin color | EX - Excluido                                                           |
| Estado    | Resultado                                                               |
| Negrita   | Pole position                                                           |
| Cursiva   | Vuelta rápida                                                           |
| †         | Abandona, pero clasifica al completar el porcentaje requerido para ello |

### Campeonato de Equipos
| Pos. | Equipo                                     | N.º | HOC | HOC | LAU | LAU | HUN | HUN  | NOR | NOR | ZAN | ZAN | BRH | BRH | MIS  | MIS | NÜR | NÜR | RBR  | RBR | HOC  | HOC | Puntos |
| ---- | ------------------------------------------ | --- | --- | --- | --- | --- | --- | ---- | --- | --- | --- | --- | --- | --- | ---- | --- | --- | --- | ---- | --- | ---- | --- | ------ |
| 1    | Mercedes-AMG Motorsport Petronas           | 2   | 1   | 3   | 9   | 13  | 6   | 15   | 2   | 132 | 1   | 21  | 6   | 21  | Ret  | 14  | 32  | 52  | 10   | 31  | 42   | 3   | 363    |
| 1    | Mercedes-AMG Motorsport Petronas           | 94  | 5   | 6   | 8   | 32  | 13  | 122  | 13  | 9   | 42  | 6   | 7   | 43  | 6    | 12  | 7   | 9   | 13   | 6   | 11   | DSQ | 363    |
| 2    | Mercedes-AMG Motorsport Remus              | 3   | 7   | 9   | 6   | 4   | 1   | 53   | 4   | 6   | 23  | 3   | 16  | 12  | 1    | 6   | 18  | 2   | 4    | 43  | 8    | 14  | 294    |
| 2    | Mercedes-AMG Motorsport Remus              | 23  | 8   | 18  | 14  | 12  | 10  | 11   | 8   | 31  | 16  | 12  | 1   | 9   | 14†  | 173 | 15  | 17† | 141  | 11  | 14   | 15  | 294    |
| 3    | Audi Sport Team Rosberg                    | 33  | 9   | 72  | Ret | DNS | 4   | 10   | 16  | 14  | 17  | 13  | 43  | 3   | Ret3 | 3   | 1   | 1   | 1    | 1   | 1    | 12  | 278    |
| 3    | Audi Sport Team Rosberg                    | 53  | 19  | 17  | Ret | 6   | 9   | 13   | 11  | 15  | 10  | 14  | 11  | 15  | Ret  | 8   | 14  | 15  | 5    | 12  | 13   | 16  | 278    |
| 4    | Silberpfeil Energy Mercedes-AMG Motorsport | 22  | 2   | 15  | 41  | 14  | 23  | DSQ1 | 7   | 53  | 3   | 9   | 32  | 8   | Ret  | Ret | 11  | 18† | 6    | Ret | Ret1 | DSQ | 261    |
| 4    | Silberpfeil Energy Mercedes-AMG Motorsport | 48  | 4   | Ret | 1   | 11  | 5   | DSQ  | 1   | 2   | 13  | 8   | 8   | 17  | 32   | 2   | 13  | 11  | 16   | 10  | 10   | 13  | 261    |
| 5    | BMW Team RMR                               | 16  | 3   | 1   | 2   | 5   | 14  | 2    | 10  | 10  | 6   | 10  | 13  | 11  | 7    | 15  | 4   | 16  | Ret2 | 7   | 3    | 10  | 246    |
| 5    | BMW Team RMR                               | 25  | 16  | 14  | 32  | 71  | 18  | 3    | 52  | 11  | 14  | 42  | 5   | 7   | 8    | 16  | 16  | 83  | 8    | 9   | 12   | 8   | 246    |
| 6    | BMW Team RMG                               | 11  | 112 | 11  | 7   | 2   | 16  | 1    | 3   | 1   | 7   | 17  | 9   | 5   | 9    | 13  | 5   | 3   | 7    | 13  | Ret  | 21  | 220    |
| 6    | BMW Team RMG                               | 15  | 15  | 10  | 10  | 16  | 15  | 7    | 14  | 17  | 8   | 5   | 2   | Ret | 11   | Ret | 9   | 7   | 9    | Ret | Ret  | 7   | 220    |
| 7    | Audi Sport Team Abt Sportsline             | 4   | 18  | 12  | 13  | 10  | 7   | 8    | 12  | 8   | 5   | Ret | 12  | 12  | 2    | 4   | 17  | 10  | 11   | DSQ | 2    | 5   | 180    |
| 7    | Audi Sport Team Abt Sportsline             | 51  | 13  | 13  | Ret | 17  | 32  | 14   | 18  | 7   | Ret | 7   | 15  | 10  | 5    | 10  | 10  | 14  | 3    | 2   | 7    | 4   | 180    |
| 8    | BMW Team RBM                               | 7   | 6   | 8   | 53  | 15  | 12  | DSQ  | 6   | 4   | 12  | 13  | 17  | 14  | Ret  | 11  | 23  | 4   | Ret  | 14  | 9    | 6   | 157    |
| 8    | BMW Team RBM                               | 47  | 12  | 43  | 12  | 9   | 17  | 6    | 9   | 12  | 9   | 11  | 14  | 13  | 12   | 1   | 12  | 6   | 15   | 5   | 15   | 9   | 157    |
| 9    | Audi Sport Team Phoenix                    | 28  | 10  | 5   | Ret | 13  | 8   | 9    | 17  | 18  | 11  | 15  | Ret | 16  | 4    | 71  | 8   | 12  | Ret  | 15  | 5    | 12  | 141    |
| 9    | Audi Sport Team Phoenix                    | 99  | 14  | 2   | 11  | 8   | 11  | 4    | 15  | 16  | 15  | 16  | 10  | 6   | 10   | 9   | 6   | 13  | 23   | 8   | 6    | 11  | 141    |
| Pos. | Equipo                                     | N.º | HOC | HOC | LAU | LAU | HUN | HUN  | NOR | NOR | ZAN | ZAN | BRH | BRH | MIS  | MIS | NÜR | NÜR | RBR  | RBR | HOC  | HOC | Puntos |

### Campeonato de Fabricantes
| Pos. | Fabricantes   | HOC | HOC | LAU | LAU | HUN | HUN | NOR | NOR | ZAN | ZAN | BRH | BRH | MIS | MIS | NÜR | NÜR | RBR | RBR | HOC | HOC | Puntos |
| ---- | ------------- | --- | --- | --- | --- | --- | --- | --- | --- | --- | --- | --- | --- | --- | --- | --- | --- | --- | --- | --- | --- | ------ |
| 1    | Mercedes-Benz | 78  | 25  | 54  | 55  | 66  | 16  | 68  | 59  | 76  | 50  | 63  | 67  | 53  | 31  | 8   | 32  | 24  | 40  | 23  | 16  | 903    |
| 2    | BMW           | 26  | 46  | 53  | 39  | 0   | 72  | 39  | 38  | 20  | 25  | 30  | 16  | 12  | 26  | 43  | 46  | 14  | 18  | 18  | 42  | 623    |
| 3    | Audi          | 3   | 36  | 0   | 13  | 41  | 19  | 0   | 10  | 11  | 32  | 14  | 24  | 42  | 50  | 41  | 29  | 69  | 49  | 67  | 49  | 599    |
| Pos. | Fabricantes   | HOC | HOC | LAU | LAU | HUN | HUN | NOR | NOR | ZAN | ZAN | BRH | BRH | MIS | MIS | NÜR | NÜR | RBR | RBR | HOC | HOC | Puntos |